# Gordon Gould

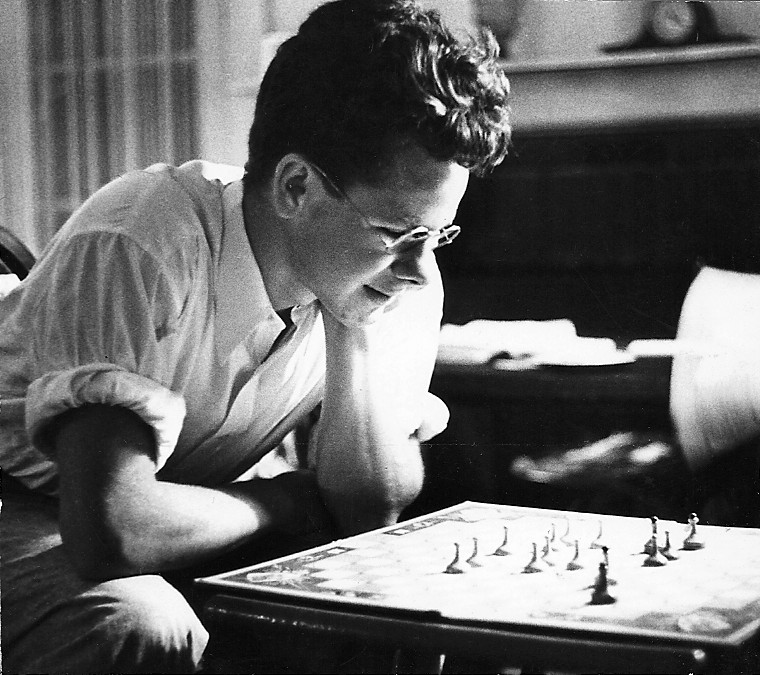
Gordon Gould.

Gordon Gould (* 17. Juli 1920 in New York City; † 16. September 2005 ebenda) war ein US-amerikanischer Physiker und gilt als einer der Erfinder des Lasers.
Gould studierte am Union College (Bachelor 1941) und an der Yale University (Master-Abschluss in optischer Spektroskopie 1943). Nach dem Wehrdienst im Zweiten Weltkrieg beschloss er Erfinder zu werden, entwarf eine Art Kontaktlinse und beschäftigte sich mit synthetischer Diamantenherstellung. Ab 1949 studierte er an der Columbia University, um ab 1951 an seiner Dissertation bei Polykarp Kusch zu arbeiten (über die Spektroskopie von Thallium Atomen in Molekularstrahlen), die aber nur langsam voranschritt und ihm Zeit ließ, seine Ideen für den Laser (der Übertragung des Maser-Prinzips auf höhere Frequenzen unter Verwendung von Spiegeln, einem Fabry-Perot). Nachdem er 1957 einen Anruf von Charles Townes erhalten hatte, der sich nach seinen Thallium-Lampen erkundigte, beeilte er sich, diese Labor-Aufzeichnungen durch einen Notar (den Besitzer eines Süßigkeitenladens) versiegeln und beurkunden zu lassen (16. November 1957). Darin enthalten waren auch zahlreiche mögliche Anwendungen und mehrere Pumpmechanismen (einschließlich Stößen in einem Gas). Da Gould aber erst die praktische Realisierung erkunden wollte, reichte er damals noch kein Patent ein.
Im Jahre 1957 kreierte Gould den Begriff „LASER“ (= Light Amplification by Stimulated Emission of Radiation), der sich am Ende durchsetzte, obwohl zum Beispiel die Bell Laboratories lange an dem Namen Optical Maser festhielten. 
1958 verließ er die Columbia University ohne Doktortitel, da Kusch seine Arbeiten über Laser nicht als Ersatz für das ursprüngliche Thema akzeptieren wollte. Er trat der Firma Technical Research Group Inc. (TRG) bei, einer kleinen 1953 gegründeten Ingenieursfirma, wo er weiter an seinem Laserprojekt arbeitete, ohne aber jemals den Versuch zu machen, seine Ideen in einer wissenschaftlichen Zeitschrift zu publizieren. Seine Laser-Vorschläge wurden aber von der Firma TRG übernommen, die unter anderem in Raketenabwehr forschte und für Laser-Forschung fast 1 Million Dollar von der DARPA erhielt (Gutachter war Townes). Da das Projekt aber als geheim eingestuft war, Gould als ehemaliger Marxist keine Geheimnisträgereinstufung erhielt, konnte Gould selbst zu seinem Leidwesen bei TRG nur als Berater mitwirken. TRG reichte das Patent für den Laser im April 1959 ein, später als Schawlow und Townes, die dies Juli 1958 taten und das US-Patent 1960 erhielten. Mehrere von Gould eingereichte Patente in Großbritannien wurden dagegen erteilt. Gould und TRG prozessierten gegen die Nicht-Erteilung des US-Patents mit dem Argument, die Ideen schon 1957 in dem besagten Notizbuch niedergelegt zu haben. Ihren ersten Prozess verloren sie 1965. Gould ließ aber im Rechtsstreit nicht nach und ließ sich auch die Patente wieder rücküberschreiben, nachdem Control Data Corporation TRG übernommen hatte. Einen Teil überschrieb er der New Yorker Patentanwaltsfirma Refac, um seinen Rechtsstreit zu finanzieren, und einen weiteren Teil später an die Firma Patlex.
Im Jahre 1977 erhielt Gould nach einem langen Rechtsstreit (seit 1959) doch noch mehrere lukrative Patente für optisch-gepumpte Laserverstärker und eine Reihe weiterer Anwendungen des Lasers. Die Rechtsstreitigkeiten setzten sich aber eine Weile weiter fort, da sich viele Laserhersteller zunächst weigerten, die relativ hohen Lizenzkosten, die Goulds Partner verlangten, zu bezahlen. Um 1987 setzte er sich aber mit seinen Partnern durch. 1989 wurde ihm das Patent für den Gasentladungslaser verliehen.
Von 1967 bis 1973 war er Professor an der Polytechnic University of New York, was er aufgab als er Optelecom gründete, eine Firma für Datenkommunikationstechnologien über Glasfaseroptiken.